# Сарди
Сарди е исторически град в Мала Азия, съществувал от 8 век пр.н.е. до 15 век. Намирал се е в долината на река Хермос близо до днешното село Сарт във вилает Маниса, Турция, на около 70 km източно от Измир. Градът е столица на древната държава Лидия, но запазва значението си и след нейното унищожение.

## История
Сарди е разположен в долината на река Хермус в подножието на планината Боздаг (на турски: Bozdağ, в древността Tmōlos на старогръцки: Τμῶλος). Градът възниква през 8 век пр.н.е. като столица на лидийската държава, която през следващите десетилетия се превръща в най-голямата сила в Мала Азия. През този период преминаващите през Сарди реки са златоносни и добивът на злато, наред със земеделието в плодородната долина и производството на вълнени тъкани и килими довеждат до стопански разцвет на града. Смята се, че в Сарди за пръв път в историята на човечеството са сечени монети от злато и сребро.
През 7 век пр.н.е. Сарди е превзет от кимерийците, но те скоро са отблъснати и Лидия продължава да процъфтява, като най-известен владетел е Крез. След завладяването ѝ от персийския владетел Кир II Велики през 546 пр.н.е. става столица на сатрапия. В рамките на Персийската империя Сарди е най-важният център в западната периферия на държавата и крайна точка на Царския път, свързващ го със столицата Персеполис.
По време на Йонийското въстание атински войски изгарят града, но той скоро се връща във владение на персите и през следващите години е база за персийските наказателни експедиции към континентална Гърция.
Сарди е превзет от Александър Македонски през 334 пр.н.е., след което влиза в състава на различни елинистични държави. През 133 пр.н.е. е завладян от римляните и е един от главните градове на провинция Азия. Изместването на основните търговски пътища в Мала Азия, последвало преместването на столицата в Константинопол, намалява значението на Сарди като търговски център, но той продължава да е един от големите градове в района и в рамките на Византийската империя. От 295 той е седалище на християнски митрополит, а през 10 век се споменава от император Константин Порфирогенет като третият град в тема Тракезион след Ефес и Смирна.
Сарди и околностите му са подложени на нападения от селджуците още в края на 11 век, но остават под византийско управление до 1306. Градът е превзет от войските на Тимур през 1402, като се предполага, че е окончателно разрушен.

## Археологически разкопки
През 19 век в долината на река Хермус могат да се видят развалините на Сарди, като видимите останки са главно от римската епоха. Първата голяма археологическа експедиция е ръководена от Хауърд Кросби Бътлър от Принстънския университет в Съединените щати между 1910 и 1914. Тя разкрива храм на Артемида и повече от хиляда лидийски гроба. Разкопките са прекъснати от Първата световна война, но част от находките са пренесени в Музея на изкуството Метрополитън в Ню Йорк.
Разкопките в Сарди са подновени през 1958, откогато ежегодни експедиции се организират от Харвардския университет и Корнелския университет. Повечето открити предмети се намират в Археологическия музей на Маниса. Сред откритите обекти е и една от най-големите антични синагоги.

## Други
- В Сарди умира самоският тиран Поликрат (? – 522 пр.н.е.)